# Chapelle-Chaussée
Chapelle-Chaussée é uma comuna francesa na região administrativa da Bretanha, no departamento Ille-et-Vilaine. Estende-se por uma área de 14,86 km². Em 2010 a comuna tinha 1 298 habitantes (densidade: 87,3 hab./km²).